# Gianpietro Zappa
Gianpietro Zappa (11. februar 1955 - 8. maj 2005) var en schweizisk fodboldspiller (sweeper) og -træner.
Zappa spillede 22 kampe og scorede tre mål for det schweiziske landshold. Han repræsenterede Lugano, Zürich og Lausanne på klubplan og vandt det schweiziske mesterskab med Zürich i 1981.

## Titler
Schweizisk mesterskab
- 1981 med FC Zürich